# Chelsea Football Club 2017-2018
Questa voce raccoglie le informazioni riguardanti il Chelsea Football Club nelle competizioni ufficiali della stagione 2017-2018.

## Stagione
La stagione 2017-2018 è la 26ª in Premier League. All’indomani della vittoria del campionato, Antonio Conte è confermato alla guida tecnica della squadra, che torna a partecipare alla fase a gruppi della UEFA Champions League dopo l'assenza dell'anno precedente. 
La stagione non inizia nei migliori dei modi. Le prime due partite finiscono, infatti, con due sconfitte: la prima nella gara che assegna la Supercoppa d'Inghilterra ai tiri di rigore contro l'Arsenal dopo che sia i tempi regolamentari che quelli supplementari sono terminati sul punteggio di 1-1; la seconda alla prima giornata di campionato, in casa contro il Burnley per 2-3. 
Inizia meglio la nuova avventura del Chelsea in Champions League: alla prima giornata a Stamford Bridge capitolano gli azeri del Qarabag per 6-0. Dopo avere battuto il Qarabag per 4-0 in trasferta e aver pareggiato 1-1 in casa contro l'Atletico Madrid, il Chelsea si qualifica per gli ottavi di finale di Champions League come seconda alle spalle della Roma. Esce contro gli spagnoli del Barcellona (sconfitta per 3-0 al Camp Nou e pareggio per 1-1 a Stamford Bridge). 
Sarà ancora l'Arsenal a fermare la corsa dei ragazzi di Conte in Coppa di Lega, in semifinale. 
In campionato il Chelsea chiude con un deludente quinto posto, qualificandosi per l'Europa League.
Il cammino in FA Cup prosegue, come nella stagione precedente, sino alla finale, stavolta vinta per 1-0 contro il Manchester Utd con gol di Eden Hazard, che diviene così il miglior marcatore stagionale della squadra, staccando Álvaro Morata. Per i londinesi è l'ottava FA Cup vinta nella loro storia. Dopo lo spavento iniziale (Norwich City superato soltanto al replay, e ai tiri di rigore) i Blues di Conte eliminano Newcastle Utd, Hull City, Leicester City e Southampton. Sono appena due i gol subiti nella competizione, a fronte dei 13 segnati in sei turni.

## Maglie e Sponsor
| Casa | Trasferta | Terza divisa |  |

## Organigramma societario
- Proprietario: Roman Abramovič

Chelsea F.C. plc
- Presidente: Bruce Buck
- Direttori: Ron Gourlay, Marina Granovskaia ed Eugene Tenenbaum

Board Esecutivo
- Capo Esecutivo: Ron Gourlay
- Direttore finanziario e operativo: Chris Alexander
- Segretario del club: David Barnard
- Segretario della compagnia: Alan Shaw
- Direttori: Marina Granovskaia ed Eugene Tenenbaum

Board Chelsea Football Club
- Direttori: Ron Gourlay, Marina Granovskaia ed Eugene Tenenbaum
- Direttore sportivo: Mike Forde
- Direttore tecnico: Michael Emenalo

Altre cariche
- Presidente onorario: Sir Richard Attenborough

Area tecnica
- Manager: Antonio Conte
- Assistenti allenatore: Angelo Alessio, Gianluca Conte
- Preparatore dei portieri: Gianluca Spinelli
- Fitness coach: Paolo Bertelli
- Direttore medico: Paco Biosca
- Osservatore squadre avversarie: Mick McGiven
- Capo degli osservatori e di analisi delle partite: James Melbourne
- Capo del settore giovanile: Neil Bath
- Manager squadra under-21: Adrian Viveash
- Manager squadra under-18: Jody Morris

## Organico

### Rosa
Rosa aggiornata al 1º febbraio 2018.
| N. |                        | Ruolo | Calciatore       |
| -- | ---------------------- | ----- | ---------------- |
| 1  | Argentina (bandiera)   | P     | Willy Caballero  |
| 2  | Germania (bandiera)    | D     | Antonio Rüdiger  |
| 3  | Spagna (bandiera)      | D     | Marcos Alonso    |
| 4  | Spagna (bandiera)      | C     | Cesc Fàbregas    |
| 6  | Inghilterra (bandiera) | C     | Danny Drinkwater |
| 7  | Francia (bandiera)     | C     | N'Golo Kanté     |
| 8  | Inghilterra (bandiera) | C     | Ross Barkley     |
| 9  | Spagna (bandiera)      | A     | Álvaro Morata    |
| 10 | Belgio (bandiera)      | C     | Eden Hazard      |
| 11 | Spagna (bandiera)      | A     | Pedro            |
| 13 | Belgio (bandiera)      | P     | Thibaut Courtois |
| 14 | Francia (bandiera)     | C     | Tiémoué Bakayoko |
| 15 | Nigeria (bandiera)     | C     | Victor Moses     |
| 16 | Brasile (bandiera)     | C     | Kenedy           |
| 17 | Belgio (bandiera)      | C     | Charly Musonda   |
| 18 | Francia (bandiera)     | A     | Olivier Giroud   |

| N. |                           | Ruolo | Calciatore          |
| -- | ------------------------- | ----- | ------------------- |
| 19 | Spagna (bandiera)         | A     | Diego Costa         |
| 21 | Italia (bandiera)         | D     | Davide Zappacosta   |
| 22 | Brasile (bandiera)        | C     | Willian             |
| 23 | Belgio (bandiera)         | A     | Michy Batshuayi     |
| 24 | Inghilterra (bandiera)    | D     | Gary Cahill         |
| 27 | Danimarca (bandiera)      | D     | Andreas Christensen |
| 28 | Spagna (bandiera)         | D     | César Azpilicueta   |
| 30 | Brasile (bandiera)        | D     | David Luiz          |
| 33 | Italia (bandiera)         | D     | Emerson Palmieri    |
| 35 | Inghilterra (bandiera)    | D     | Jake Clarke-Salter  |
| 37 | Portogallo (bandiera)     | P     | Eduardo             |
| 38 | Costa d'Avorio (bandiera) | C     | Jérémie Boga        |
| 44 | Galles (bandiera)         | D     | Ethan Ampadu        |
| 66 | Inghilterra (bandiera)    | D     | Dujon Sterling      |
| 75 | Inghilterra (bandiera)    | A     | Callum Hudson-Odoi  |

### Staff tecnico
Organigramma aggiornato al 31 luglio 2017.
| Staff dell'area amministrativa - Roman Abramovič: proprietario - Bruce Buck: presidente - Richard Attenborough: presidente onorario - Eugene Tenenbaum: amministratore delegato e direttore generale - Marina Granovskaia: direttore aggiunto - Bruce Buck, - Marina Granovskaja, - Eugenee Tenebaum, - David Barnard: consiglieri d'amministrazione - Carlo Cudicini: ambasciatore - Michael Emenalo: direttore tecnico | Staff dell'area tecnica - Antonio Conte: allenatore - Angelo Alessio: allenatore in 2ª - Gianluca Conte: assistente - Steve Holland: assistente - Carlo Cudicini: assistente - Paolo Bertelli: preparatore atletico - Julio Tous: preparatore atletico e performance analyst - Chris Jones: preparatore atletico - Costantino Coratti: vice preparatore atletico - Gianluca Spinelli: preparatore dei portieri - Henrique Hilário: assistente preparatore dei portieri - Micvk McGiven: responsabile scout - Paco Biosca: responsabile settore medico - Neil Bath: responsabile delle giovanili - Adrian Viveash: allenatore della U.21 - James Melbourne: assistente di campo - Tiberio Ancora: consulente personal trainer/nutrizionista |

## Calciomercato

### Sessione estiva(dal 1/7 al 31/8)
| Acquisti         | Acquisti            | Acquisti              | Acquisti                 |
| R.               | Nome                | da                    | Modalità                 |
| ---------------- | ------------------- | --------------------- | ------------------------ |
| P                | Wilfredo Caballero  | Manchester City       | svincolato               |
| D                | Antonio Rüdiger     | Roma                  | definitivo (35 mln €)    |
| C                | Tiémoué Bakayoko    | Monaco                | definitivo (40 mln €)    |
| A                | Álvaro Morata       | Real Madrid           | definitivo (62 mln €)    |
| D                | Davide Zappacosta   | Torino                | definitivo (25 mln €)    |
| C                | Danny Drinkwater    | Leicester City        | definitivo (37,90 mln €) |
| D                | Abdul Rahman Baba   | Schalke 04            | fine prestito            |
| C                | Mario Pasalic       | Milan                 | fine prestito            |
| C                | Juan Cuadrado       | Juventus              | fine prestito            |
| D                | Andreas Christensen | Borussia M'gladbach   | fine prestito            |
| Altre operazioni |                     |                       |                          |
| A                | Bertrand Traoré     | Ajax                  | fine prestito            |
| D                | Cristian Cuevas     | Sint-Truiden          | fine prestito            |
| D                | Michael Hector      | Eintracht Francoforte | fine prestito            |
| D                | Matt Miazga         | Vitesse               | fine prestito            |
| A                | Danilo Pantic       | Excelsior             | fine prestito            |
| D                | Kenneth Omeruo      | Alanyaspor            | fine prestito            |
| A                | Christian Atsu      | Newcastle Utd         | fine prestito            |
| P                | Matej Delac         | R.E. Mouscron         | fine prestito            |
| D                | Wallace Oliveira    | Grêmio                | fine prestito            |
| C                | Lewis Baker         | Vitesse               | fine prestito            |
| A                | Nathan              | Vitesse               | fine prestito            |

| Cessioni         | Cessioni           | Cessioni        | Cessioni                      |
| R.               | Nome               | a               | Modalità                      |
| ---------------- | ------------------ | --------------- | ----------------------------- |
| P                | Asmir Begović      | Bournemouth     | definitivo (11,50 mln €)      |
| C                | Nemanja Matić      | Manchester Utd  | definitivo (44,70 mln €)      |
| D                | Nathan Aké         | Bournemouth     | definitivo (22,80 mln €)      |
| C                | Juan Cuadrado      | Juventus        | definitivo (20 mln €)         |
| A                | Bertrand Traoré    | Olympique Lione | definitivo (10 mln €)         |
| D                | Kurt Zouma         | Stoke City      | prestito oneroso (7,80 mln €) |
| A                | Loïc Rémy          | Las Palmas      | svincolato                    |
| D                | John Terry         | Aston Villa     | svincolato                    |
| Altre operazioni |                    |                 |                               |
| A                | Christian Atsu     | Newcastle Utd   | definitivo (7,50 mln €)       |
| C                | Nathaniel Chalobah | Watford         | definitivo (6,30 mln €)       |
| D                | Todd Kane          | Groningen       | prestito                      |
| A                | Danilo Pantic      | Partizan        | prestito                      |
| P                | Jamal Blackman     | Sheffield Utd   | prestito                      |
| C                | Mario Pasalic      | Spartak Mosca   | prestito                      |
| C                | Jeremie Boga       | Birmingham City | prestito                      |
| D                | Michael Hector     | Hull City       | prestito                      |
| D                | Matt Miazga        | Vitesse         | prestito                      |
| D                | Kenneth Omeruo     | Kasımpaşa       | prestito                      |
| A                | Tammy Abraham      | Swansea City    | prestito                      |
| A                | Nathan             | Amiens          | prestito                      |
| C                | Ruben Loftus-Cheek | Crystal Palace  | prestito                      |
| D                | Tomás Kalas        | Fulham          | prestito                      |
| C                | Lewis Baker        | Middlesbrough   | prestito                      |
| D                | Cristian Cuevas    | Twente          | prestito                      |
| D                | Ola Aina           | Hull City       | prestito                      |

### Sessione invernale(dal 1/1 al 31/1)
| Acquisti | Acquisti         | Acquisti | Acquisti                 |
| R.       | Nome             | da       | Modalità                 |
| -------- | ---------------- | -------- | ------------------------ |
| D        | Emerson Palmieri | Roma     | definitivo (20 mln €)    |
| C        | Ross Barkley     | Everton  | definitivo (16,90 mln €) |
| A        | Nathan           | Amiens   | fine prestito            |
| A        | Olivier Giroud   | Arsenal  | definitivo (17 mln €)    |

| Cessioni | Cessioni          | Cessioni          | Cessioni                      |
| R.       | Nome              | a                 | Modalità                      |
| -------- | ----------------- | ----------------- | ----------------------------- |
| A        | Diego Costa       | Atlético Madrid   | definitivo (66 mln €)         |
| A        | Nathan            | Belenenses        | prestito                      |
| D        | Kenedy            | Newcastle Utd     | prestito                      |
| D        | Todd Kane         | Oxford Utd        | prestito                      |
| D        | Abdul Rahman Baba | Schalke 04        | prestito                      |
| C        | Charly Musonda    | Celtic            | prestito oneroso (2,50 mln €) |
| A        | Michy Batshuayi   | Borussia Dortmund | prestito oneroso (1,50 mln €) |

## Risultati

### Premier League

#### Girone d'andata
| Arbitro: | Craig Pawson |

|                        |           |                        |
| Morata 69’ D. Luiz 88’ | Marcatori | 24’ 43’ Vokes 39’ Ward |

| Arbitro: | Anthony Taylor |

|                      |           |                   |
| Batshuayi 82’ (aut.) | Marcatori | 24’ 88’ M. Alonso |

| Arbitro: | Jonathan Moss |

|                         |           |  |
| Fàbregas 27’ Morata 40’ | Marcatori |  |

| Arbitro: | Lee Mason |

|                  |           |                      |
| Vardy 62’ (rig.) | Marcatori | 41’ Morata 50’ Kanté |

| Londra 17 settembre 2017, ore 14:30 CEST 5ª giornata | Chelsea        | 0 – 0 referto | Arsenal | Stamford Bridge (41.478 spett.)\| Arbitro: \| Michael Oliver \| |
| Arbitro:                                             | Michael Oliver |               |         |                                                                 |

| Arbitro: | Mike Dean |

|  |           |                             |
|  | Marcatori | 2’ 77’ 82’ Morata 30’ Pedro |

| Arbitro: | Martin Atkinson |

|  |           |               |
|  | Marcatori | 67’ De Bruyne |

| Arbitro: | Andre Marriner |

|                                 |           |              |
| Azpilicueta 11’ (aut.) Zaha 45’ | Marcatori | 18’ Bakayoko |

| Arbitro: | Jonathan Moss |

|                                               |           |                               |
| Pedro 12’ Batshuayi 71’ 90+5’ Azpilicueta 87’ | Marcatori | 45+2’ Doucouré 49’ R. Pereyra |

| Arbitro: | Craig Pawson |

|  |           |            |
|  | Marcatori | 51’ Hazard |

| Arbitro: | Anthony Taylor |

|            |           |  |
| Morata 55’ | Marcatori |  |

| Arbitro: | Jonathan Moss |

|  |           |                                         |
|  | Marcatori | 17’ Morata 23’ 62’ Hazard 38’ M. Alonso |

| Arbitro: | Michael Oliver |

|           |           |             |
| Salah 65’ | Marcatori | 85’ Willian |

| Arbitro: | Neil Swarbrick |

|             |           |  |
| Rüdiger 55’ | Marcatori |  |

| Arbitro: | Kevin Friend |

|                                  |           |           |
| Hazard 21’ 74’ (rig.) Morata 33’ | Marcatori | 12’ Gayle |

| Arbitro: | Anthony Taylor |

|               |           |  |
| Arnautovic 6’ | Marcatori |  |

| Arbitro: | Andre Marriner |

|                |           |                                    |
| Depoitre 90+2’ | Marcatori | 23’ Bakayoko 43’ Willian 50’ Pedro |

| Arbitro: | Roger East |

|                 |           |  |
| M. Alonso 45+3’ | Marcatori |  |

| Liverpool 23 dicembre 2017, ore 13:30 CET 19ª giornata | Everton       | 0 – 0 referto | Chelsea | Goodison Park (39.191 spett.)\| Arbitro: \| Robert Madley \| |
| Arbitro:                                               | Robert Madley |               |         |                                                              |

#### Girone di ritorno
| Arbitro: | Mike Dean |

|                          |           |  |
| Morata 46’ M. Alonso 60’ | Marcatori |  |

| Arbitro: | Kevin Friend |

|                                                                      |           |  |
| Rüdiger 3’ Drinkwater 9’ Pedro 23’ Willian 73’ (rig.) Zappacosta 88’ | Marcatori |  |

| Arbitro: | Anthony Taylor |

|                             |           |                                 |
| Wilshere 63’ Bellerín 90+2’ | Marcatori | 67’ (rig.) Hazard 84’ M. Alonso |

| Londra 13 gennaio 2018, ore 16:00 CET 23ª giornata | Chelsea    | 0 – 0 referto | Leicester City | Stamford Bridge (41.552 spett.)\| Arbitro: \| Mike Jones \| |
| Arbitro:                                           | Mike Jones |               |                |                                                             |

| Arbitro: | Jonathan Moss |

|  |           |                                    |
|  | Marcatori | 3’ 77’ Hazard 6’ Willian 89’ Moses |

| Arbitro: | Lee Probert |

|  |           |                                  |
|  | Marcatori | 51’ Wilson 64’ Stanislas 67’ Aké |

| Arbitro: | Craig Pawson |

|                                                          |           |            |
| Deeney 42’ (rig.) Janmaat 84’ Deulofeu 88’ Pereyra 90+1’ | Marcatori | 82’ Hazard |

| Arbitro: | Lee Mason |

|                          |           |  |
| Hazard 21’ 71’ Moses 63’ | Marcatori |  |

| Arbitro: | Martin Atkinson |

|                        |           |             |
| Lukaku 39’ Lingard 75’ | Marcatori | 32’ Willian |

| Arbitro: | Michael Oliver |

|              |           |  |
| B. Silva 46’ | Marcatori |  |

| Arbitro: | Anthony Taylor |

|                              |           |                 |
| Willian 25’ Kelly 32’ (aut.) | Marcatori | 90’ van Aanholt |

| Arbitro: | Robert Madley |

|            |           |                           |
| Barnes 64’ | Marcatori | 20’ (aut.) Long 69’ Moses |

| Arbitro: | Andre Marriner |

|            |           |                            |
| Morata 30’ | Marcatori | 45+1’ Eriksen 62’ 66’ Alli |

| Arbitro: | Kevin Friend |

|                 |           |               |
| Azpilicueta 36’ | Marcatori | 73’ Hernández |

| Arbitro: | Mike Dean |

|                        |           |                            |
| Tadić 21’ Bednarek 60’ | Marcatori | 70’, 78’ Giroud 75’ Hazard |

| Arbitro: | Lee Mason |

|               |           |              |
| M. Alonso 62’ | Marcatori | 50’ Depoitre |

| Arbitro: | Jonathan Moss |

|  |           |             |
|  | Marcatori | 4’ Fàbregas |

| Arbitro: | Anthony Taylor |

|            |           |  |
| Giroud 32’ | Marcatori |  |

| Arbitro: | Martin Atkinson |

|                          |           |  |
| Gayle 23’ Pérez 59’, 63’ | Marcatori |  |

### FA Cup
| Norwich 6 gennaio 2018, ore 18:30 CET Trentaduesimi di finale | Norwich City   | 0 – 0 referto | Chelsea | Carrow Road (23.598 spett.)\| Arbitro: \| Stuart Attwell \| |
| Arbitro:                                                      | Stuart Attwell |               |         |                                                             |

| Arbitro: | Graham Scott |

|                                         |                      |                                     |
| Batshuayi 55’                           | Marcatori            | 90+4’ Lewis                         |
| Willian D.Luiz Azpilicueta Kanté Hazard | Tiri di rigore 5 – 3 | N. Oliveira Maddison Vrancic Murphy |

| Arbitro: | Kevin Friend |

|                                 |           |  |
| Batshuayi 31’ 44’ M. Alonso 72’ | Marcatori |  |

| Arbitro: | Andre Marriner |

|                                     |           |  |
| Willian 2’ 32’ Pedro 27’ Giroud 42’ | Marcatori |  |

| Arbitro: | Craig Pawson |

|           |           |                       |
| Vardy 76’ | Marcatori | 42’ Morata 105’ Pedro |

### League Cup
| Arbitro: | Chris Kavanagh |

|                                              |           |               |
| Kenedy 13’ Batshuayi 19’ 53’ 86’ Musonda 40’ | Marcatori | 90+1’ Darikwa |

| Arbitro: | Neil Swarbrick |

|                           |           |                     |
| Rüdiger 26’ Willian 90+2’ | Marcatori | 90+4’ Calvert-Lewin |

| Arbitro: | Lee Mason |

|                          |           |             |
| Willian 13’ Morata 90+1’ | Marcatori | 90’ Gosling |

#### Semifinale
| Londra 10 gennaio 2018, ore 21:00 CET Andata | Chelsea         | 0 – 0 referto | Arsenal | Stamford Bridge (40.097 spett.)\| Arbitro: \| Martin Atkinson \| |
| Arbitro:                                     | Martin Atkinson |               |         |                                                                  |

| Arbitro: | Michael Oliver |

|                              |           |           |
| Rüdiger 12’ (aut.) Xhaka 60’ | Marcatori | 7’ Hazard |

### UEFA Champions League

#### Fase a gironi
| Arbitro: | Anastasios Sidīropoulos |

|                                                                                        |           |  |
| Pedro 5’ Zappacosta 30’ Azpilicueta 55’ Bakayoko 71’ Batshuayi 76’ Medvedev 82’ (aut.) | Marcatori |  |

| Arbitro: | Cüneyt Çakır |

|                      |           |                            |
| Griezmann 40’ (rig.) | Marcatori | 60’ Morata 90+4’ Batshuayi |

| Arbitro: | Damir Skomina |

|                             |           |                            |
| D. Luiz 11’ Hazard 37’, 75’ | Marcatori | 40’ Kolarov 64’, 70’ Džeko |

| Arbitro: | Jonas Eriksson |

|                                 |           |  |
| El Shaarawy 1’, 36’ Perotti 63’ | Marcatori |  |

| Arbitro: | Jorge Sousa |

|  |           |                                                        |
|  | Marcatori | 21’ (rig.) Hazard 36’, 85’ Willian 73’ (rig.) Fabregas |

| Arbitro: | Danny Makkelie |

|                  |           |          |
| Savić 75’ (aut.) | Marcatori | 56’ Saúl |

#### Fase a eliminazione diretta
| Arbitro: | Cüneyt Çakır |

|             |           |           |
| Willian 62’ | Marcatori | 75’ Messi |

| Arbitro: | Damir Skomina |

|                          |           |  |
| Messi 3’ 63’ Dembélé 20’ | Marcatori |  |

### FA Community Shield
| Arbitro: | Robert Madley |

|                                           |                      |                        |
| Kolašinac 82’                             | Marcatori            | 46’ Moses              |
| Walcott Monreal Oxlade-Chamberlain Giroud | Tiri di rigore 4 – 1 | Cahill Courtois Morata |

## Statistiche

### Statistiche di squadra
Statistiche aggiornate ad aprile 2018
| Competizione          | Punti     | In casa | In casa | In casa | In casa | In casa | In casa | In trasferta | In trasferta | In trasferta | In trasferta | In trasferta | In trasferta | Totale | Totale | Totale | Totale | Totale | Totale | DR  |
| Competizione          | Punti     | G       | V       | N       | P       | Gf      | Gs      | G            | V            | N            | P            | Gf           | Gs           | G      | V      | N      | P      | Gf     | Gs     | DR  |
| --------------------- | --------- | ------- | ------- | ------- | ------- | ------- | ------- | ------------ | ------------ | ------------ | ------------ | ------------ | ------------ | ------ | ------ | ------ | ------ | ------ | ------ | --- |
| Premier League        | 70        | 19      | 11      | 4       | 4       | 30      | 16      | 19           | 10           | 3            | 6            | 32           | 22           | 38     | 21     | 7      | 10     | 62     | 38     | +24 |
| FA Cup                | -         | 4       | 3       | 1       | 0       | 10      | 1       | 2            | 1            | 1            | 0            | 2            | 1            | 6      | 4      | 2      | 0      | 12     | 3      | +9  |
| League Cup            | -         | 4       | 3       | 1       | 0       | 9       | 3       | 1            | 0            | 0            | 1            | 1            | 2            | 5      | 3      | 1      | 1      | 10     | 5      | +5  |
| UEFA Champions League | 11        | 4       | 1       | 3       | 0       | 11      | 5       | 4            | 2            | 0            | 2            | 6            | 7            | 8      | 3      | 3      | 2      | 17     | 12     | +5  |
| Community Shield      | finalista | 0       | 0       | 0       | 0       | 0       | 0       | 0            | 0            | 0            | 0            | 0            | 0            | 1      | 0      | 1      | 0      | 1      | 1      | +0  |
| Totale                | 81        | 31      | 18      | 9       | 4       | 60      | 25      | 26           | 13           | 4            | 9            | 41           | 32           | 58     | 31     | 14     | 13     | 102    | 59     | +43 |

### Andamento in campionato
| Giornata  | 1  | 2  | 3 | 4 | 5 | 6 | 7 | 8 | 9 | 10 | 11 | 12 | 13 | 14 | 15 | 16 | 17 | 18 | 19 | 20 | 21 | 22 | 23 | 24 | 25 | 26 | 27 | 28 | 29 | 30 | 31 | 32 | 33 | 34 | 35 | 36 | 37 | 38 |
| --------- | -- | -- | - | - | - | - | - | - | - | -- | -- | -- | -- | -- | -- | -- | -- | -- | -- | -- | -- | -- | -- | -- | -- | -- | -- | -- | -- | -- | -- | -- | -- | -- | -- | -- | -- | -- |
| Luogo     | C  | T  | C | T | C | T | C | T | C | T  | C  | T  | T  | C  | C  | T  | T  | C  | T  | C  | C  | T  | C  | T  | C  | T  | C  | T  | T  | C  | T  | C  | C  | T  | C  | T  | C  | T  |
| Risultato | P  | V  | V | V | N | V | P | P | V | V  | V  | V  | N  | V  | V  | P  | V  | V  | N  | V  | V  | N  | N  | V  | P  | P  | V  | P  | P  | V  | V  | P  | N  | V  | N  | V  | V  | P  |
| Posizione | 14 | 12 | 6 | 3 | 3 | 3 | 4 | 5 | 4 | 4  | 4  | 3  | 3  | 3  | 3  | 3  | 3  | 3  | 3  | 3  | 2  | 3  | 4  | 3  | 4  | 4  | 4  | 5  | 5  | 5  | 5  | 5  | 5  | 5  | 5  | 5  | 5  | 5  |

Fonte:  Premier League – Classifiche, su sport.sky.it, sport.sky.it (archiviato dall'url originale il 5 gennaio 2016).
Legenda:

Luogo: C = Casa; T = Trasferta. Risultato: V = Vittoria; N = Pareggio; P = Sconfitta.

### Statistiche dei giocatori
In corsivo i giocatori che hanno lasciato la squadra a stagione già iniziata.
| Giocatore        | Premier League | Premier League | Premier League | Premier League | FA Cup League Cup | FA Cup League Cup | FA Cup League Cup | FA Cup League Cup | Champions League | Champions League | Champions League | Champions League | Altro    | Altro | Altro       | Altro      | Totale   | Totale | Totale      | Totale     |
| Giocatore        | Presenze       | Reti           | Ammonizioni    | Espulsioni     | Presenze          | Reti              | Ammonizioni       | Espulsioni        | Presenze         | Reti             | Ammonizioni      | Espulsioni       | Presenze | Reti  | Ammonizioni | Espulsioni | Presenze | Reti   | Ammonizioni | Espulsioni |
| ---------------- | -------------- | -------------- | -------------- | -------------- | ----------------- | ----------------- | ----------------- | ----------------- | ---------------- | ---------------- | ---------------- | ---------------- | -------- | ----- | ----------- | ---------- | -------- | ------ | ----------- | ---------- |
| A. Rüdiger       | 22             | 2              | 4              | 0              | 4+5               | 0+1               | 0+1               | 0+0               | 6                | 0                | 1                | 0                | 1        | 0     | 0           | 0          | 38       | 3      | 6           | 0          |
| Willian          | 30             | 6              | 0              | 0              | 4+4               | 2+2               | 1+0               | 0+0               | 8                | 3                | 1                | 0                | 1        | 0     | 1           | 0          | 47       | 13     | 3           | 0          |
| Pedro            | 24             | 4              | 1              | 0              | 5+3               | 2+0               | 2+0               | 1+0               | 7                | 1                | 0                | 0                | 1        | 0     | 0           | 1          | 40       | 7      | 3           | 2          |
| D. Luiz          | 10             | 1              | 4              | 1              | 2+0               | 0+0               | 1+0               | 0+0               | 4                | 1                | 1                | 0                | 1        | 0     | 0           | 0          | 17       | 2      | 6           | 1          |
| D. Drinkwater    | 12             | 1              | 0              | 0              | 4+3               | 0+0               | 0+0               | 0+0               | 3                | 0                | 0                | 0                | -        | -     | -           | -          | 22       | 1      | 0           | 0          |
| W. Caballero     | 2              | -3             | 0              | 0              | 5+4               | -2 + -5           | 0+0               | 0+0               | 0                | -0               | 0                | 0                | 0        | -0    | 0           | 0          | 11       | -5     | 0           | 0          |
| C. Azpilicueta   | 30             | 1              | 1              | 0              | 3+2               | 0+0               | 0+0               | 0+0               | 8                | 1                | 0                | 0                | 1        | 0     | 1           | 0          | 44       | 2      | 2           | 0          |
| Á. Morata        | 25             | 11             | 7              | 0              | 4+3               | 1+1               | 2+1               | 1+0               | 7                | 1                | 1                | 0                | 1        | 0     | 0           | 0          | 40       | 14     | 11          | 1          |
| D. Zappacosta    | 18             | 1              | 0              | 0              | 4+4               | 0+0               | 0+1               | 0+0               | 5                | 1                | 1                | 0                | -        | -     | -           | -          | 31       | 2      | 2           | 0          |
| A. Christensen   | 24             | 0              | 0              | 0              | 3+4               | 0+0               | 0+0               | 0+0               | 6                | 0                | 0                | 0                | 0        | 0     | 0           | 0          | 37       | 0      | 0           | 0          |
| E. Hazard        | 27             | 11             | 1              | 0              | 3+4               | 0+1               | 0+1               | 0+0               | 8                | 3                | 0                | 0                | 0        | 0     | 0           | 0          | 42       | 15     | 2           | 0          |
| T. Courtois      | 29             | -27            | 1              | 0              | 0+1               | 0 + -0            | 0+0               | 0+0               | 8                | -12              | 0                | 0                | 1        | -1    | 0           | 0          | 39       | -40    | 1           | 0          |
| G. Cahill        | 21             | 0              | 0              | 1              | 4+3               | 0+0               | 1+0               | 0+0               | 6                | 0                | 1                | 0                | 1        | 0     | 0           | 0          | 35       | 0      | 2           | 1          |
| C. Fàbregas      | 27             | 1              | 5              | 1              | 2+4               | 0+0               | 0+1               | 0+0               | 8                | 1                | 0                | 0                | 1        | 0     | 0           | 0          | 42       | 2      | 6           | 1          |
| N. Kanté         | 27             | 1              | 3              | 0              | 3+2               | 0+0               | 0+1               | 0+0               | 6                | 0                | 0                | 0                | 1        | 0     | 0           | 0          | 39       | 1      | 4           | 0          |
| M. Alonso        | 29             | 6              | 5              | 0              | 2+2               | 1+0               | 0+0               | 0+0               | 7                | 0                | 2                | 0                | 1        | 0     | 1           | 0          | 41       | 7      | 8           | 0          |
| T. Bakayoko      | 25             | 2              | 4              | 1              | 3+4               | 0+0               | 1+0               | 0+0               | 5                | 1                | 1                | 0                | 0        | 0     | 0           | 0          | 37       | 3      | 6           | 1          |
| Eduardo          | 0              | -0             | 0              | 0              | 0+0               | -0 + -0           | 0+0               | 0+0               | 0                | -0               | 0                | 0                | 0        | -0    | 0           | 0          | 0        | 0      | 0           | 0          |
| Kenedy           | 0              | 0              | 0              | 0              | 2+3               | 0+1               | 0+0               | 0+0               | 0                | 0                | 0                | 0                | 0        | 0     | 0           | 0          | 5        | 1      | 0           | 0          |
| C. Musonda       | 3              | 0              | 0              | 0              | 1+2               | 0+1               | 0+0               | 0+0               | 0                | 0                | 0                | 0                | 1        | 0     | 0           | 0          | 7        | 1      | 0           | 0          |
| V. Moses         | 21             | 2              | 1              | 0              | 1+2               | 0+0               | 1+1               | 0+0               | 4                | 0                | 0                | 0                | 1        | 1     | 0           | 0          | 29       | 3      | 3           | 0          |
| M. Batshuayi     | 12             | 2              | 0              | 0              | 3+5               | 3+3               | 0+0               | 0+0               | 4                | 2                | 0                | 0                | 1        | 0     | 0           | 0          | 25       | 10     | 0           | 0          |
| E. Ampadu        | 1              | 0              | 0              | 0              | 3+3               | 0+0               | 0+1               | 0+0               | 0                | 0                | 0                | 0                | 0        | 0     | 0           | 0          | 7        | 0      | 1           | 0          |
| J. Boga          | 1              | 0              | 0              | 0              | 0+0               | 0+0               | 0+0               | 0+0               | 0                | 0                | 0                | 0                | 0        | 0     | 0           | 0          | 1        | 0      | 0           | 0          |
| J. Clarke-Salter | 0              | 0              | 0              | 0              | 0+1               | 0+0               | 0+0               | 0+0               | 0                | 0                | 0                | 0                | 0        | 0     | 0           | 0          | 1        | 0      | 0           | 0          |
| D. Sterling      | 0              | 0              | 0              | 0              | 1+1               | 0+0               | 0+0               | 0+0               | 0                | 0                | 0                | 0                | 0        | 0     | 0           | 0          | 2        | 0      | 0           | 0          |
| D. Costa         | 0              | 0              | 0              | 0              | 0+0               | 0+0               | 0+0               | 0+0               | 0                | 0                | 0                | 0                | 0        | 0     | 0           | 0          | 0        | 0      | 0           | 0          |
| R. Barkley       | 1              | 0              | 0              | 0              | 1+1               | 0+0               | 0+0               | 0+0               | 0                | 0                | 0                | 0                | -        | -     | -           | -          | 3        | 0      | 0           | 0          |
| Emerson          | 2              | 0              | 0              | 0              | 1+0               | 0+0               | 0+0               | 0+0               | 0                | 0                | 0                | 0                | -        | -     | -           | -          | 3        | 0      | 0           | 0          |
| C. Hudson-Odoi   | 2              | 0              | 0              | 0              | 2+0               | 0+0               | 0+0               | 0+0               | 0                | 0                | 0                | 0                | 0        | 0     | 0           | 0          | 4        | 0      | 0           | 0          |
| O. Giroud        | 6              | 0              | 0              | 0              | 2+0               | 1+0               | 0+0               | 0+0               | 1                | 0                | 1                | 0                | -        | -     | -           | -          | 9        | 1      | 1           | 0          |
| K. Scott         | 0              | 0              | 0              | 0              | 1+0               | 0+0               | 1+0               | 0+0               | 0                | 0                | 0                | 0                | 0        | 0     | 0           | 0          | 1        | 0      | 1           | 0          |